# Ceratostylis anjasmorensis
Ceratostylis anjasmorensis là một loài thực vật có hoa trong họ Lan. Loài này được J.J.Wood & J.B.Comber mô tả khoa học đầu tiên năm 1986.